# فاروبينيم
فاروبينيم (بالإنجليزية: Faropenem)‏ هو مضاد حيوي فموي فعال يحتوي على حلقة البيتا لاكتام وهو ينتمي لزمرة بينامات. يعد مقاوما لبعض أشكال البيتا لاكتاماز واسعة الطيف. كما أنه متاح للاستخدام عن طريق الفم.

## الأشكال الصيدلانية
وقد تم تطوير فاروبينيم بواسطة الشركة الدوائية Daiichi Asubio Pharma، التي تسوق في شكلين.
- ملح صوديوم فاروبينيم صوديوم  المتوفر تحت الاسم التجاري Farom، وقد تم تسويقه في اليابان منذ عام 1997.

(CID 636379 من بَب كيم

)
- نموذج دواء أولي  medoxomil[5]

(المعروف أيضا باسم daloxate ) وقد تم الترخيص من Daiichi Asubio Pharma بواسطةReplidyne، التي تخطط لتسويقه بالتزامن مع فورست الصيدلانية. كان الاسم التجاري المقترح للمنتج Orapem، ولكن أعلنت الشركة مؤخرا رسميا رفض هذا الاسم من قبل إدارة الغذاء والدواء.

## الاستخدام الطبي
لم تتم الموافقة عليه بعد في الولايات المتحدة, وقد تم تقديمه لإدارة الغذاء والدواء الأميركية ليتم النظر فيه في 20 ديسمبير 2005.
يستخدم لالتهاب الجيوب الأنفية الجرثومي الحاد، وذات الرئة المكتسبة الشائعة, وعدوى الجلد غير المعقد وعدوى بنية أو هيكلية الجلد, ولالتهاب الشعب الهوائية المزمن المتفاقم.